# 4-я эскадра подводных лодок
4-я Краснознаменная ордена Ушакова I степени эскадра подводных лодок (4 ЭскПЛ) — оперативно-тактическое объединение подводных лодок Северного флота ВМФ СССР, существовавшее в 1961—1995 годах. Состояло из четырёх бригад дизель-электрических подводных лодок, базировалась на Полярный (Екатерининская гавань).

## История

### 33-я дивизия
После окончания Великой Отечественной войны командиром Бригады подводных лодок Северного флота стал контр-адмирал М. П. Августинович. В связи с активным послевоенным строительством новых подводных лодок в 1951 году Бригада была переформирована в 33-ю Краснознамённую ордена Ушакова I степени дивизию подводных лодок. В состав дивизии вошли образованные 161-я и 162-я бригады подводных лодок. После списания кораблей военного времени основным вооружением дивизии стали большие ПЛ проекта 611 (161-я БрПЛ) и средние ПЛ проекта 613. В 1955—1957 годах ряд лодок дивизии перешли Северным морским путём на Тихоокеанский флот. В 1953 году Б-67 проекта 611 была отправлена на переоборудование в первую в СССР ракетную ПЛ. В 1957 году Б-77 проекта 611 (А. П. Михайловский) впервые совершила поход на полную автономность (75 суток) в Атлантический океан, почти дойдя до экватора.
Именно лодки 33-й дивизии осуществляли испытательные выстрелы ядерными торпедами Т-5: С-144 в 1957 году и Б-130 в 1961 году.
В 1957 году 162-я бригада была переведена из Полярного в Ура-губу и стала отдельной. К 1960 году 161-я бригада была полностью перевооружена большими подводными лодками проекта 611 и были образованы две новые бригады, вооружаемые новыми кораблями: 96-я бригада — средними ПЛ проекта 633, 211-я бригада — большими ПЛ проекта 641.

### 4-я эскадра
15 июля 1961 года в связи с формированием 69-й бригады подводных лодок (большие ПЛ проекта 641) 33-я дивизия была переформирована в 4-ю эскадру. Был запланирован перевод лодок 69-й бригады в состав 20-й эскадры с базированием на Мариель, Куба, и эти лодки стали главными героинями операции «Кама», но впоследствии в результате Карибского кризиса планы по размещению советских войск на Кубе были отменены.
В 1967 году в ходе экспедиции «Прилив-2» несколько лодок из состава эскадры перешли из Полярного во Владивосток, затем после межпоходового ремонта совершили обратный переход.
С 1969 года лодки 4-й эскадры постоянно присутствовали в Атлантике или Средиземном море, одна бригада сменяла другую, оперативно подчиняясь 5-й Средиземноморской эскадре кораблей ВМФ СССР. Срок «дежурства» бригады составлял от семи месяцев до года.
- март—октябрь 1969: сборная бригада (8 ПЛ);
- октябрь 1970 — апрель 1971: 161-я БрПЛ;
- июль 1971 — февраль 1972: 69-я БрПЛ;
- май-ноябрь 1972: 211-я БрПЛ;
- 1972 — май 1973: 161-я БрПЛ;
- май-октябрь 1973: 96-я БрПЛ;
- октябрь 1973 — август 1974: 69-я БрПЛ (10 ПЛ проекта 641) с плавбазой «Фёдор Видяев»;
- август 1974 — июнь 1975: 211-я БрПЛ с плавбазой «Дмитрий Галкин»;
- июнь 1975 — июль 1976: 161-я БрПЛ;
- май 1977 — январь 1978: 69-я БрПЛ;
- август 1977 — апрель 1978: 211-я БрПЛ;

С 1978 по 1986 год подводные лодки 4-й эскадры в Средиземном море временно входили в состав 51-й ОБрПЛ 5-й Средиземноморской эскадры.
В 1977—1978 году две ПЛ совершили групповой поход в южную часть Индийского океана с рядом заходов в иностранные порты.
В 1992 году была расформирована 96-я БрПЛ.

Всего за 1963—1991 год подводные лодки 4-й эскадры выполнили 409 боевых служб.

### 40-я дивизия
1 сентября 1995 года в связи с сокращением корабельного состава 4-я эскадра была переформирована в 40-ю дивизию подводных лодок Кольской флотилии разнородных сил. В составе 40-й дивизии оставались 161-я и 69-я бригады подводных лодок.
В 1998 году 69-я бригада была расформирована. В 2001 году дивизия была переформирована в 161-ю бригаду подводных лодок Кольской флотилии разнородных сил.

## Командиры
- 1961—1964: контр-адмирал Ямщиков Николай Иванович
- 1964—1967: капитан 1-го ранга / контр-адмирал Баранов Николай Михайлович
- 1967—1969: капитан 1-го ранга Егоров Сергей Григорьевич
- 1969—1972: капитан 1-го ранга Романенко Пётр Николаевич
- 1972—1974: капитан 1-го ранга / контр-адмирал Шадрич Олег Петрович
- 1974—1979: капитан 1-го ранга / контр-адмирал Чернавин, Лев Давыдович
- 1979—1982: контр-адмирал Парамонов Василий Алексеевич
- 1982—1984: контр-адмирал Шалыгин Геннадий Иванович
- 1984—1988: контр-адмирал Ларионов, Виталий Петрович
- 1988—1992: контр-адмирал Малярчук Богдан Михайлович
- 1992—1994: контр-адмирал / вице-адмирал Сучков, Геннадий Александрович
- 1994—1995: контр-адмирал Свинцов Александр Васильевич